# FG Гидры
FG Гидры (лат. FG Hydrae) — тройная звезда в созвездии Гидры на расстоянии приблизительно 497 световых лет (около 152 парсек) от Солнца. Возраст звезды определён как около 4,271 млрд лет.
Пара первого и второго компонентов — двойная затменная переменная звезда типа W Большой Медведицы (EW). Видимая звёздная величина звезды — от +10,28m до +9,9m. Орбитальный период — около 0,3278 суток (7,868 часа).
Открыта Куно Хофмейстером в 1934 году***.

## Характеристики
Первый компонент — жёлто-белая звезда спектрального класса G0, или F8. Масса — около 1,44 солнечной, радиус — около 1,41 солнечного, светимость — около 2,16 солнечной. Эффективная температура — около 5900 K.
Второй компонент — жёлто-белая звезда спектрального класса G-F. Масса — около 0,16 солнечной, радиус — около 0,59 солнечного, светимость — около 0,41 солнечной. Эффективная температура — около 6012 K.
Третий компонент. Масса — не менее 2,14 солнечной. Орбитальный период — около 54,44 года. Удалён в среднем на 13 а.е..

## Планетная система
В 2019 году учёными, анализирующими данные проектов HIPPARCOS и Gaia, у звезды обнаружена планета HIP 41437 b.